# The Stone Roses (album)
The Stone Roses è l'album di debutto del gruppo inglese The Stone Roses, pubblicato il 2 maggio 1989.
Registrato ai Battery Studios di Londra con il produttore John Leckie, l'album è considerato fondamentale per il genere Madchester, nonché precursore del Britpop che si svilupperà negli anni novanta. L'album è stato disco di platino in Inghilterra. Nel 1999 è stata pubblicata la versione doppio CD per il decimo anniversario, e l'album è rientrato nelle classifiche inglesi piazzandosi alla posizione 9. La copertina dell'album fu realizzata dal chitarrista John Squire, su ispirazione di un lavoro di Jackson Pollock. La stessa fu inserita dal mensile Q Magazine tra le "100 copertine più belle di tutti i tempi".

## Contesto
Gli Stone Roses, formatisi nel 1983, avevano pubblicato una manciata di singoli per diverse etichette. Il gruppo, proveniente da Manchester, divenne il fulcro della scena Madchester, anche se si dichiarava estraneo a questo movimento. Il suo disco d'esordio fece assurgere la band alla fama nazionale, come avvenne per Inspiral Carpets ed Happy Mondays.
Il gruppo registrò il disco con John Leckie, un produttore che aveva lavorato con i Pink Floyd per il disco Meddle. Pubblicato dalla Silvertone Records, una branca della Zomba Records creata per lavorare con le nuove rock band, l'album fu registrato ai Battery Studios di Londra, con sessioni di registrazione aggiuntive ai Konk e ai Rockfield Studios.
La band si esibì in vari concerti di alto profilo a sostegno dell'album, di cui uno nel famoso locale notturno The Haçienda di Manchester, centro della scena baggy e Madchester. Il concerto che gli Stone Roses tennero a Spike Island nel 1990 di fronte a 27.000 fan fu definito la "Woodstock" della baggy generation.

## Tracce

### Versione originale (1989)
1. I Wanna Be Adored – 4:52
2. She Bangs The Drums – 3:42
3. Waterfall  – 4:37
4. Don't Stop – 5:17
5. Bye Bye Badman – 4:00
6. Elizabeth My Dear – 0:59
7. (Song for My) Sugar Spun Sister – 3:25
8. Made of Stone – 4:10
9. Shoot You Down  – 4:10
10. This Is the One – 4:58
11. I Am the Resurrection – 8:12

### Versione decimo anniversario (1999)
Disco 1
1. I Wanna Be Adored – 4:52
2. She Bangs the Drums – 3:42
3. Waterfall – 4:37
4. Don't Stop – 5:17
5. Bye Bye Badman – 4:00
6. Elizabeth My Dear – 0:59
7. (Song for My) Sugar Spun Sister – 3:25
8. Made of Stone – 4:10
9. Shoot You Down – 4:10
10. This Is the One – 4:58
11. I Am the Resurrection – 8:12

Disco 2
1. Fools Gold – 9:53
2. What the World Is Waiting For – 3:55
3. Elephant Stone – 4:48
4. Where Angels Play – 4:15

- Il secondo disco include anche una parte "enhanced", che include videoclip, discografia, testi e una galleria di fotografie.

## Formazione
- Ian Brown - voce
- John Squire - chitarra
- Mani - basso
- Reni - batteria, cori